# Monomialna matrika
Monomialna matrika je drugo ime za posplošeno permutacijsko matriko. Monomialne matrike imajo v vsaki vrstici in stolpcu samo po en element, ki je različen od nič. 